# 須山公美子
須山公美子（すやま くみこ、1961年 - ）は、日本の女性歌手、シンガーソングライター、キーボーディスト。神奈川県横浜市出身、兵庫県宝塚市在住。誕生日は非公表。関西学院大学卒業。ピアノやアコーディオンの弾き語りでオリジナル曲やシャンソンなどを歌い、関西を拠点にインディーズで息の長い活動を続けている。

## 人物・経歴
1961年、神奈川県横浜市に生まれる。父は横浜のホテルに勤務しており、1970年の日本万国博覧会（大阪万博）の頃に大阪のホテルへ転勤となり転居する。父が愛好していたシャンソンに影響を受け、のちに歌うようになる。

### 変身キリン時代
関西パンク草創期の1979年、本田久作（ほんだ きゅうさく）が結成したニュー・ウェイヴバンド「変身キリン」に参加。キーボード、ボーカルを担当する。オリジナルメンバーにはのちにINUを経てザ・スターリンに参加した北田昌宏がいたが、北田はライブデビュー前に脱退している。同年9月14日、ライブデビュー。同年11月27日、同志社大学至誠館で開催されたライブ「関西 NO WAVE」に出演。変身キリンを含め、関西を拠点とするパンクバンド9組が出演した。
変身キリンは本田の個人ユニットという色彩が濃く、メンバーは流動的であった。1980年2月、INUの町田町蔵が立ち上げたインディーズ・レーベル「必要レコード」からリリースされたオムニバス・アルバム『ドッキリ・レコード DOKKIRI RECORD』に変身キリンとして3曲参加。参加バンドはINU、ULTRA BIDE、ALCOHOL 42%、変身キリン、CHINESE club。当時の関西パンクシーンでは阿木譲のヴァニティ・レコードを除けば最初期の自主制作盤で、第2弾の企画もあったものの立ち消えとなった。このオムニバス・アルバムはCD化されていない。
須山は変身キリンと並行して、1980年からロックバンド「Happy Band」を結成、同年4月には変身キリンを脱退したが、翌1981年には「Happy Band」を解散して変身キリンへ復帰し、同年5月16日には変身キリンとして法政大学学館大ホールでのライブに出演。同年夏には変身キリンを再度脱退、本格的にソロ活動を開始した。
After Dinner、少年ナイフ、ルナパーク・アンサンブル、Ché-Shizuなどを輩出した京都のインディーズ・レーベル「ゼロレコード」（Zero Records/ZERO COMMUNICATIONS、京都市伏見区深草下川原町32）から、1982年に変身キリンの3曲入りEP『8月4日に』をリリース。須山は脱退後であったがゲスト参加した（2003年にインディーズ・レーベル「いぬん堂」からCD再発）。
須山の脱退後に本多は活動拠点を東京へ移し、その時期の音源は2003年に『その後の変身キリン』としてCD化された。2004年に発売されたライブCD『2004年の変身キリン アノンを探せ!』には、すでに音楽活動から離れ文筆業へ移っていた本田は参加していない。なお「アノン」は本田が自称していたニックネームである。

### ソロ活動

#### 1980年代 - 1990年代前半
須山はソロ活動開始後、ライブでアコーディオンの弾き語りを始める。変身キリン時代にピアノがない場所でライブをすることになり、メンバーが借りてきたアコーディオンを弾いたのがきっかけという。須山が幼い頃にはまだ街頭に傷痍軍人がおり、アコーディオンやハーモニカ、ギターなどを演奏しながら、白装束に身を包み物乞いをする姿が見られた。須山はアコーディオンを手にしたとき、彼らの姿を少女の頃に横浜で見かけ「都会のブラック・ボックスみたいなミステリアスなもの」を感じるとともに、そうしたものに惹かれた記憶を想起したという。またアコーディオンを使おうと思ったのは、父が愛聴していたシャンソンの影響もあったという。須山はインタビューで、アコーディオンの魅力を「前を向いて歌える、アクティブな楽器」と語っている。
1981年に初のソロ作品として、ムーンレコード（MOON RECORDS、兵庫県宝塚市）から、4曲入り7インチEPシングル『少女歌手／パラドクス／虫の時／仮面の神』をリリース（規格品番：M-8101）。1985年、ゼロレコードからソノシート『虫の時』として再発されている。これらの楽曲はレコードではピアノ、ステージではアコーディオンの弾き語りで歌っていた。
1984年、ゼロレコードからファーストアルバム『Les chansons qui filent du rêve...』をリリース。また同年には、ゼロレコードの主催者・平川晋（ひらかわ すすむ）の音楽ユニット「sh」のシングル『深き森から』にピアノとボーカルで参加。ゼロレコードと兵庫県西宮市のインディーズ・レーベル「かげろうレコード」が共同制作したオムニバスアルバム『Aura Music』に「春夜錯乱」「舟歌」の2曲で参加。
この頃には須山の作品がヨーロッパのインディーズシーンでも注目を集め、レコメンデッド・レコードをはじめ複数のコンピレーションアルバムに参加する。1984年にはフランスのコンピレーションアルバム『パリ 東京 (Paris Tokyo) 』に「Dance」が収録された。
1986年にセカンドアルバム『夢のはじまり』をリリース。すきすきスウィッチの佐藤幸雄がプロデュースし、演奏には溝口肇、篠田昌已、近藤達郎、清水一登、れいちなどが参加した。
ファーストとセカンドではアコーディオンを前面に、シャンソンや昭和歌謡のエッセンスを盛り込んだレトロ風の曲調となっている。この頃は、自らの音楽をアングラ・フォークの系譜にあるとしていた。ファーストでは1980年代のパンク・ニューウェイヴから影響を受けた曲もあり、曲調はバラエティに富んでいたが、セカンドでは「夢」をコンセプトに統一感のあるアルバム作りが行われた。『夢のはじまり』発売後のインタビューでは、ファーストは暗い曲が多かったが、仏教の信仰を得たことで心境の変化があり「いっしょに行こうよ」という感じの曲が増えたと述べている。当時のインディーズシーンでは暗い曲が人気だったことにも触れ、「だってみんな怖いの好きでしょー。」と発言し、インタビュアーが絶句してしまう場面もあった。
1990年には、サードアルバム『わたしがなりたかったもの』をリリース。収録曲の「横浜のおじいちゃんのうた」は少女期の体験が基になっている。ファースト、セカンド、サードと曲調がだんだん明るくなり、『わたしがなりたかったもの』では童謡のような愛らしい曲が増えた。

#### 1990年代後半 - 2000年代以降
1990年代後半からは音楽性が転換し、1996年の4枚目のアルバム『ヴィオロンとこおろぎ』では、オリジナル曲のほかカバーを収録。ブレヒトの詩に作曲家が曲を付けた、いわゆる「ブレヒト・ソング」を歌うようになり、『三文オペラ』から「アラバマ・ソング」が収録されている。この頃からステージでもブレヒト・ソングを歌うようになる。1997年には5枚目のアルバム『LA POMME ―林檎―』をリリース、ギタリストの内橋和久がプロデュースとアレンジを担当した。
1998年には初のカバーアルバムとして、全曲ハンス・アイスラー作曲のブレヒト・ソングを歌った『アイスラー ソングス』をリリース。和製ダグマー・クラウゼといった趣で力強く歌い上げた。2000年、2枚組アルバム『ブランクーシの庭』をリリース。ブレヒト・ソングで鍛えた力強いボーカルを見せる。
2000年代には、趣味の競馬をテーマとしたコンセプトアルバムを2枚続けて発表。2008年に『須山公美子のおうまさんがやってくる』、2010年に『須山公美子のおうまさんがやってくる2 園田でカツ丼を食べよう!』をリリース。園田とは兵庫県尼崎市にある園田競馬場のことで、昭和レトロな佇まいがお気に入りだという。須山はこの2枚の競馬アルバムで昔からのファンを失ったと述べているが、一方で「競馬界の歌姫」として新たなファン層を獲得した。
2016年2月3日には、ディスクユニオンのレーベル「SUPER FUJI DISCS」から「2013年11月21日に急逝したサウンド・エンジニア藤井暁ワークス」シリーズとしてリマスターCDが発売された。『Les chansons qui filent du rêve...』『夢のはじまり』が再発売されたほか、『夢のはじまり』発売直後のライブ音源をエンジニアの藤井暁が録音したテープから編集したライブアルバム『ただ一度の機会』が新発売された。リマスタリングは宇都宮泰が手掛ける。またこの3枚のリマスター盤は、Amazon Music Unlimitedなどのサブスクリプション音楽配信サービスでも聴けるようになった。
2019年5月22日、シャンソンのカバーアルバム『くちづさむ、ふらんすのうた。』をリリース。清野拓巳のギターとのデュオでレトロなシャンソンを歌う。キャッチフレーズは「うたがうたとして凛と立っていた時代とうたへのオマージュ」、帯のコピーは「ささやかな、夢のうたをどうぞ」。
2021年現在、FM宝塚『宝塚とシャンソンの熱〜い関係』のラジオパーソナリティを務めるほか、市内在住の音楽家などが2006年に結成した市民団体「宝塚シャンソン化計画」の中心メンバーとして、公益財団法人宝塚市文化財団が運営する「ソリオホール」で毎年開催される「宝塚パリ祭」の企画・運営に関わるなど、宝塚市を拠点にシャンソンの普及活動を行っている。

## ディスコグラフィ

### シングル
虫の時
- EP：1982年、Moon Records、M-8101
- EP：Zero Records、0-0285（初回盤）- ジャケットは白地に水色
- EP：1985年、Zero Records、0-0385（再発盤）- ジャケットはモノクロ写真

EPはそれぞれジャケットデザインが異なる。ゼロレコードの再発盤にはソノシートが付属。
ソノシート『少女の憧れ』は、1985年に太田螢一が主催し40アーティストが参加して佐賀町エキジビット・スペースで開催されたイベント「衛生博覧會」のために作られた楽曲で、会場ではソノシートが単独で販売された。太田螢一イラストのジャケットで、菓子や折り紙を同梱して販売。このジャケットはゼロレコードの再発盤には付属しない。会場では須山のアコーディオン弾き語りも行われた。
1. 少女歌手
2. パラドックス
3. 虫の時
4. 仮面の神
5. 少女の憧れ - 再発盤付属ソノシートに収録。

### アルバム
Les chansons qui filent du rêve...
- LP：1984年、Zero Records、0-0784

全曲作詞・作曲：須山公美子。オリジナルLPでは、A面は「Face du soreil」、B面は「Face de la lune」とされている。
- CD：1993年、VIVID/Chop Records、CHOP-D208
- CD：2016年、DISC UNION/Super Fuji Discs、FJSP-256（リマスター盤）

1. サーカスがくるよ!
2. Dance
3. Lovers in China
4. 冬の陽差し
5. 午後の憂鬱
6. アラビアの夜
7. 老娼婦の死
8. ライラ・ライラ
9. 花嫁人形
10. 寡黙な時間
11. 夜に踊れば：心易く眠れ
12. 少女歌手 - 1993年盤CDで追加されたボーナストラック。シングル曲を収録。
13. パラドックス - 1993年盤CDで追加されたボーナストラック。シングル曲を収録。
14. 虫の時 - 1993年盤CDで追加されたボーナストラック。シングル曲を収録。
15. 少女の憧れ - 1993年盤CDで追加されたボーナストラック。シングル曲を収録。
16. 仮面の神 - 2016年盤CDで追加されたボーナストラック。シングル曲を収録。

夢のはじまり
- LP：1986年、Zero Records、0-0586
- CD：2002年、OPCO、opco-0203
- CD：2016年、DISC UNION/Super Fuji Discs、FJSP-255（リマスター盤）

CD化の際にボーナストラックの追加はなし。
1. 月夜の真空管
2. 新しい大陸
3. 空中ブランコの唄
4. しゃべらないわ
5. 舟唄
6. 花まつり
7. 東京一の軽業師
8. 星のかけら
9. 乙女のワルツ - 伊藤咲子のカバー。
10. マラソンランナー
11. すたあまいん

わたしがなりたかったもの
- CD：1990年、opera club office、OPR-9001

特記なき曲は作詞・作曲：須山公美子。
1. たかがうた、されどうた
2. 横浜のおじいちゃんのうた
3. Konwell Polka（インストルメンタル）
4. 山羊のコンウェル
5. 雨上がり
6. クローバーにタンポポ、ハハコグサ
7. 明日の晩の皆既日食
8. たいこばしわたれば
9. いちめんのなのはな
10. 真昼の星座 - 作詞・作曲：炭谷昇
11. 天使の街
12. わたしがなりたかったもの
13. たかがうた、されどうた（リプライズ）- 吉祥寺MANDALA2でのライブ

ヴィオロンとこおろぎ
- CD：1996年、opera club office、OPR-9602

スタンダードナンバーを含む12曲を収録。特記なき曲は作詞・作曲：須山公美子。
1. La Nuit Excellente Avec Lune - 作詞：須山公美子、作曲：吉田幸生
2. シャンプー
3. 紙のお月様
4. アラバマソング - 作詞：ブレヒト、作曲：クルト・ワイル、訳詞：須山公美子
5. 夏の影 - スタンダードナンバー、作詞：須山公美子
6. 天使の千鳥足 - スタンダードナンバー、作詞：須山公美子
7. 春浅く、夢にまどろむ - スタンダードナンバー、作詞：須山公美子
8. すずらんとひいらぎ
9. セントルイズブルース - スタンダードナンバー、訳詞：須山公美子
10. 夢
11. 愛のパレード
12. ヴィオロンとこおろぎ

LA POMME ―林檎―
- CD：1997年、opera club office、OPR-9703

1. あいさつ
2. LA DORCE VITA
3. 林檎
4. おやすみ
5. 糸杉の道
6. ポン・タヴァンのキリスト
7. デビュー
8. 銀のナイフ
9. だまくらかしの唄
10. みやちゃん
11. まほうがとけた夜

アイスラーソングス
- CD：1998年、opera club office、OPR-9804

全曲ハンス・アイスラー作曲のブレヒト・ソングを歌うカバーアルバム。
1. ユダヤ人娼婦マリー・サンダースのバラード
2. 家庭菜園
3. ナチ突撃隊の男のバラード
4. 統一戦線の歌
5. バイムレン姐さん
6. 自殺について
7. ハリウッド・エレジー
緑茂る胡椒の木の下
この街は天使にちなんで名付けられた
毎朝パンを稼ぎに
丘で黄金が見つかる
沼
The rat men
4つの都市の上空を旋回する
ハリウッド
8. ナチ兵士の妻のバラード
9. モルダウ河の歌
10. 野に出よう、友よ
11. 子供の賛歌

ブランクーシの庭
- CD：2000年10月15日、OPCO、OPCO.0001/2

2枚組アルバム。Disc1は「パンとチーズ」、Disc2は「ドンキホーテ」と題している。
- Disc1

1. 雨のうた1
2. 鳥
3. イポポタム
4. どぶどろのオフィーリア
5. 世界
6. 塩の街
7. キャバレー・ミルリトン
8. パンとチーズ

- Disc2

1. 雨のうた2
2. Maria
3. スペインの城
4. 城から城
5. Dance-Camille-

須山公美子のおうまさんがやってくる
- CD：2008年6月25日、Crab Apple Records、CAR-003

1. おうまさんがやってくる
2. 14−10−18（一千万馬券のうた）
3. 哀愁の2400メートル
4. パパの夢
5. 障害馬の生涯（ノボリハウツーのバラード）
6. ときめき新馬戦
7. 3歳未勝利馬のブルース
8. 大穴ワルツ
9. 小倉第9競走
10. 実況の魔物
11. ありゃま記念 - 有馬記念に掛けている。
12. 言いたい放題

須山公美子のおうまさんがやってくる2 園田でカツ丼を食べよう!
- CD：2010年1月8日、Crab Apple Records、CAR-004

1. G1ファンファーレ
2. 眠れぬ夜凱旋門賞
3. おうまさんがよろけた (LIVE)
4. 阪神の人気簿
5. ハートオブクイーンがオークスを勝ったら
6. ドバイの雌馬
7. 2008年有馬エレジー
8. 100万回のG1
9. 実況の魔物 part2～08秋天編～
10. 冠天国
11. さよならも言わないで
12. チョリースの報酬
13. 賢者の繰り言 (LIVE)
14. 園田でカツ丼を食べよう!

ただ一度の機会
- CD：2016年2月3日、DISC UNION/Super Fuji Discs、FJSP254

1986年録音のリマスターライブ盤。
1. 月夜の真空管
2. 山羊のコンウェル
3. おつかいの歌
4. アイレ可愛や - 笠置シヅ子のカバー。作詞：藤浦洸、作曲：服部良一。
5. しゃべらないわ
6. 何日君再来
7. どろどろとける
8. 一杯のコーヒーから
9. マラソンランナー
10. アラビアの夜
11. 素敵なランデブー - 美空ひばりのカバー。作詞・作曲：原六郎。
12. 星のかけら
13. 少女歌手
14. ただ一度の機会

くちづさむ、ふらんすのうた。
- CD：2019年5月22日、Office Nekopunch RECORDS、NEKO1801

シャンソンのカバーアルバム。
1. セ・シ・ボン - 日本では越路吹雪の歌唱で知られる。
2. ロマンス - ジュリエット・グレコや高英男の歌唱で知られる。
3. ラ・メール
4. 聞かせてよ愛の言葉を
5. サン・トワ・マミー
6. 詩人の魂
7. 黒いオルフェ
8. J'aivu
9. さくらんぼの実る頃
10. ザ・ラストワルツ
11. すみれの花の咲くころ - 宝塚歌劇団を象徴する歌として知られる。

### オムニバス
Aura Music
- LP：1984年、かげろうレコード、0006[6]

かげろうレコード、ゼロレコード共同制作のオムニバス。A面がかげろうSide、B面がZero Sideとして、それぞれのアーティストが参加。
参加アーティストは、かげろうレコードからHe Was、Neo Museum、ヴィオラ・リネア、佐藤薫。ゼロレコードから少年ナイフ、須山公美子、Ché-SHIZU、山崎春美 With Fragment。
CD化はされておらず「春夜錯乱」はこのLPでしか聴けない（曲名読みは「しゅんやさくらん」）。
- B-4 春夜錯乱
- B-5 舟唄